# Colette Marchand
Colette Marchand (París, França, 29 d'abril de 1925 - Bois-le-Roi, França, 5 de juny de 2015) és una ballarina i actriu francesa coneguda per haver estat nominada a l'Oscar a la millor actriu secundària per Moulin Rouge.

## Biografia
Colette Marchand no era una veritable actriu. Era una ballarina d'èxit a França, que, per tal d'augmentar la seva fama es va moure i va començar a treballar a Broadway, on es va convertir en ballarina principal diversos anys. Destacar les danses a  Les Ballets de París  (1949 i 1950) de Roland Petit i Two on the Aisle (1951) .
El 1952 va ser llançada com Marie Charlet a la pel·lícula  Moulin Rouge , cosa que li va donar la fama per Amèrica i més enllà, havent estat nominada pel seu debut a l'Oscar a la Millor Actriu secundària. En aquest temps, també va ser objecte d'alguns serveis fotogràfics, principalment relacionats amb la dansa .No obstant això, la seva carrera mai va enlairar-se, de fet va treballar només en dues pel·lícules més, musicals, el 1954, Ungarische Rhapsodie i Par ordre du tsar. El mateix any va participar en un curtmetratge, que també era musical: Romantic Youth.

## Filmografia[4]
- 1951: Traité de bave et d'éternité (veu) d'Isidore Isou
- 1952: Moulin Rouge de John Huston: Marie Charlet
- 1954: Ungarische Rhapsodie de Peter Berneis i André Haguet: Caroline von Say-Wittgenstein
- 1954: Par ordre du tsar d'André Haguet: Princesa Caroline

## Premis i nominacions

### Premis
- 1953: Globus d'Or a la millor nova promesa femenina per Moulin Rouge

### Nominacions
- 1953: Oscar a la millor actriu secundària per Moulin Rouge
- 1954: BAFTA a la millor nova promesa per Moulin Rouge